# Episodi di B-Daman Fireblast
In Giappone è andata in onda dal 7 ottobre 2012, concludendosi il 29 settembre 2013. In Italia è stata trasmessa dal 2014 su K2.
| Nº | Titolo italiano Giapponese 「Kanji」 - Rōmaji | In onda                             | In onda           |
| Nº | Titolo italiano Giapponese 「Kanji」 - Rōmaji | Giapponese                          | Italiano          |
| 1  | È ora di aprire il fuoco, Garuburn! 「メラッと燃えるぜィ！ドライブ＝ガルバーン！」 - Meratsu to moe ruze i! Doraibu = Garubaan!「ブンブン刺すぜィ！スロット・ビードル！」 - Bunbun sasu ze i! Surotto = Biidoru! | 7 ottobre 2012 14 ottobre 2012      | 1º giugno 2014    |
| 1  | Kamon Day, un giovane ragazzo la cui sorella Aona lo tiene lontano dai B-Daman, ha diversi sogni nel quale combatte con un B-Daman. Il ragazzo, aiuta la sorella, che ha un ristorante a gestirlo dimostrando di avere forza, mira e altre abilità impressionanti. Il ragazzo consegna il pranzo in un B-Daman Shop, dove il proprietario Greg, che sembra conoscere Kamon, gli fa costruire un B-Daman. Kamon costruisce, senza accorgersene Garuburn, il B-Daman dei suoi sogni. I due, sembrano riconoscersi, e dopo che Greg gli spiega che le Road Fight sono il tipo di battaglie del luogo si imbatte nella gang di Misuru Asuka e il suo B-Daman Slot Beedle. Il codice delle Road Fight è quello che chi vince ordina a l'avversario cosa fare, ma dopo la sua vittoria, Kamon decide di ignorare il codice e diventa un amico di Misuru. |                                     |                   |
| 2  | Arriva il fuoriclasse, Samuru! 「クールに来たぜィ！ソニック＝ドラヴァイス/」 - Kūru ni kitazei! Sonikku = Dravise!「チョー楽しいぜィ！ＤＸブレイクボンバー７」 - Chō tanoshī zei! DX bureikubonbā 7 | 21 ottobre 2012 28 ottobre 2012     | 1º giugno 2014    |
| 2  | A Kamon viene trovato Garuburn, e Aona glielo nasconde perché gli aveva detto di stare lontano dal B-Daman. Il giorno seguente, comunque Kamon riesce a impossessarsi di Garuburn e si dirige al B-Shop dove si dovrebbe trovare anche Misuru. Alla WBMA, Samuru Shigami e il suo Dravise si allenano. Samuru giunge a Crest Land, dove sconfigge Misuru e in seguito i due si dirigono al B-Shop. Misuru sfida di nuovo Kamon, ma questa volta lo sconfigge. Samuru comunque sfida Kamon e dopo la vittoria in due mosse del nuovo compagno, i due diventano amici. Greg dimostra sempre di più di conoscere Kamon e lo stesso Aona con Garuburn. Intanto, un uomo misterioso osserva quello che accade attraverso un grande schermo e sembra anche lui sapere su Kamon. |                                     |                   |
| 3  | Resisti alla tentazione, Misuru! 「チューンナップでい！コンバートバレル！」 - Chūn'nappu de i! Konbātobareru!「一等とるぜィ！クロスファイト！」 - Ittō toru ze ~i! Kurosufaito! | 4 novembre 2012 11 novembre 2012    | 13 settembre 2014 |
| 3  | Kamon, Misuru e Samuru, si incontrano al B-Daman Shop. Misuru spiega a Samuru, che in ogni area di Crest Land, c'è un B-Master a comandare, e del grande B-Master, che è ritenuto il migliore B-Shot. Kamon giunge sul luogo, e comunica al gruppo di voler diffondere il Break Bomber, in un torneo nell'area sud. Il gruppo, nonostante, sia disubbidire ai B-Master, decide di organizzare il torneo. Kamon, Misuru e Samuru arrivano in semifinale. Durante la pausa, Misuru, viene avvicinato da una ragazza, che gli dà un potenziamento in cambio della sconfitta di Kamon. Samuru, ascolta la conversazione e si scontra con Misuru, che grazie al potenziamento è diventato potentissimo. Samuru, sopravvive allo scontro, ma si assenta allo scontro con Kamon. Aona e Greg, che si rivela essere il padre di lei e Kamon, si dirigono al magazzino del torneo. I due discutono rivelando, che, Kamon era un B-Master e che suo fratello Roma, il grande B-Master, si erano sfidati, e Kamon, dopo essere stato sconfitto ebbe un'amnesia. Nello scontro Misuru si pente, e si accorge che il B-Master per cui provava molta stima era Kamon, e viene sconfitto. |                                     |                   |
| 4  | Sulle tracce del lupo solitario 「はぐれ狼ィ！ガンロック＝ヴォルグ！」 - Hagure Ōkami! Ganrokku = Vorugu!「アクロス＝イグル！大食いヤローがやって来たぜィ！」 - Akurosu = Iguru! Ōkui yarō ga yattekita zei! | 18 novembre 2012 25 novembre 2012   | 18 settembre 2014 |
| 4  | Misuru, vergognato dai fatti accaduti, si traveste e incontra Kamon, che lo riconosce, raccontandogli del B-Shot Ken Ogami, che è ricercato dalle guardie del grande B-Master. Kamon, decide di cercare Ken, per farlo unire al suo gruppo per diffondere l'amicizia del B-Daman. Kamon, incontra Ken, e dopo averlo inseguito, poiché lui si definisce "un lupo solitario" che non si deve fidare di nessuno, gioca una partita contro di lui. Lo scontro viene però interrotto dalle guardie del grande B-Master e i due sono costretti a separarsi. Aona, sembra star male, e Kamon, si dirige al ristorante, dove scopre, che è stato un cliente. Il cliente, Yuki Washimura, spiega di avere un blog di ristoranti online, e di essere un amico di Samuru. Kamon e Yuki, comunque finiranno per scontrarsi e a diventare amici. Intanto, anche Misuru, per Kamon, si dirige da Ken, ma lo scontro non ha una fine, a causa delle guardie. Yuki, si unisce al gruppo di Kamon. |                                     |                   |
| 5  | Operazione area ovest! Crossfire! 「一撃必勝だぜィ！アクロス＝イグル！」 - Ichigeki hisshōda zei! Akurosu = Iguru!「ロードファイトで勝負やでぃ！アロー・ウイングショット！」 - Rōdofaito de shōbu ya dei! Arō uingushotto! | 2 dicembre 2012 9 dicembre 2012     | 19 settembre 2014 |
| 5  | Greg, e il gruppo di Kamon, organizzano un torneo nell'area ovest, per diffondere il DX Break Bomber, e incontrare Ken. L'agente Chaos, assistente di Roma, scopre, che Ken, si vuole iscrivere, e ne approfitta per mettere in gioco, le guardie di Roma e i Dragorobot, robot usati da Dragold, nella battaglia contro di lui. Inizia il torneo, e arriva Ken, che sconfigge facilmente Yuki e si prepara a combattere contro Kamon. Iniziato lo scontro, però, arrivano i Dragorobot e le guardie, che vengono fermate da Misuru e la sua banda, Samuru e Yuki. Kamon fa capire a Ken, che lui e gli altri, hanno fiducia in lui, come Kamon ha fiducia in Ken. Ken dopo aver rivelato che i suoi amici pur di avere un dono dal grande B-Master lo avevano tradito e dopo che lui lo scoprì decise di non fidarsi di nessuno, ed essere sconfitto, decide di accettare l'invito di Kamon nel suo gruppo, con ovviamente l'accettazione degli altri. |                                     |                   |
| 6  | Un nemico in arrivo: Bakuga! 「強敵だぜィ！不知火ビャクガ」 - Kyōtekida ze ~i! Shiranuhi byakuga「まさかだぜィ！バスターレッグ！」 - Masakada zei! Basutāreggu! | 16 dicembre 2012 23 dicembre 2012   | 22 settembre 2014 |
| 6  | Dopo essere stati al ristorante, Ken, si separa dal gruppo, e si comporta in modo strano. Yuki lo trova e lo sfida. I due tornano al ristorante dove, Ken dopo essersi scontrato con Kamon, torna sereno. Intanto, alcuni B-Shot vengono sconfitti da un ragazzo. Continuano a esserci i tornei di Crossfire, dove, come sempre, Kamon, Misuru, Samuru, Ken e Yuki, hanno la meglio e superano diversi round. Mentre, Kamon, Misuru, Ken e Yuki, sconfiggono i loro avversari, Samuru perde contro un ragazzo di nome Bakuga Shira, descrivendolo molto potente. Intanto, Bakuga, sta sfidando Misuru, che a confronto non è per niente forte. Infatti, Misuru viene sconfitto e Yuki affronta Bakuga, finendo però col subire la stessa fine di Misuru. Bakuga e il suo B-Daman, che ha potenziamenti quasi invincibili, devono confrontarsi con Ken, che conosce il ragazzo. |                                     |                   |
| 7  | La potenza di Raydra 「守ってみせるぜィ！DX ブレイクボンバー７！」 - Mamotte miseru zei! DX bureikubonbā 7!「アガるぜィ！ブレイクボール」 - Agaru zei! Bureikubōru | 6 gennaio 2013                      | 23 settembre 2014 |
| 7  | Bakuga, è un B-Master, ed è al servizio di Roma, di cui però non sa il rapporto fra lui e Kamon. Ken intanto si prepara allo scontro e mangia. Giunti al torneo, inizia lo scontro fra Ken e Bakuga. Ken sembra avere la meglio, ma Bakuga, usando improvvisamente un potenziamento, sconfigge Ken. Ora Bakuga rivela a tutti di essere un B-Master. Bakuga dice a tutti, di dover bandire il Crossfire, ma Kamon lo sfida. Ken è ormai distrutto dalla sconfitta, ma Yuki, Misuru e Samuru, dicono a Kamon, che ne è preoccupato, che se lui sconfigge Bakuga, sarà più sereno. Giunto il momento della battaglia, Kamon, fa sopraffare i sentimenti e i dubbi, cosa che facilita la vincita a Bakuga. Kamon, infatti, col desiderio, realizza il desiderio di Roma, fargli tornare la memoria, e con un'aura oscura, gli torna momentaneamente la memoria. Kamon impazzisce e spara senza ragione, ma Garuburn, che non sa cosa stia succedendo lo fa tornare normale. Kamon, prova a usare un attacco speciale, ma non ci riesce e Kreis Raydra e Bakuga sconfiggono Kamon che sviene. Svegliato, Kamon trova le guardie di Roma e Bakuga ritirare i Break Bomber 7. |                                     |                   |
| 8  | Un nuovo, misterioso B-Shot 「殴り込みだぜィ！ストリーム＝ドラゼロス！」 - Nagurikomida zei! Sutorīmu = Dorazerosu!「ロクデナシだぜィ！黒渕バサラ！」 - Rokudenashida zei! Kurohuchi Basara! | 13 gennaio 2013 20 gennaio 2013     | 24 settembre 2014 |
| 8  | Dopo il sequestro del Crossfire, Samuru e Yuki sono tornati alla WMNA, mentre Kamon ancora non riesce ancora a riprendersi e usare il Fireblast Charge, e anche Greg e Aona, sono preoccupati per lui. Intanto alla WMNA, arriva Basara Kurochi e il suo partner String Drazeros, e gli viene chiesto di andare a Crest Land per far tornare Kamon in sé. Durante le spese al mercatino, Aona vince una vacanza su un'isola. Quindi insieme a lei vengono anche Greg, Kamon e Ken, sperando che possano stare meglio. Durante la tradizione di mascherarsi dell'isola, Kamon incontra un B-Shot del Crossfire, Riki Ryugasaki. Il ragazzo, mascherato sfida Kamon a un gioco chiamato Break Ball. Durante lo scontro, Kamon usa il Fireblast Charge e torna in sé. Riki e Kamon, diventano amici, e passano insieme le vacanze. Inoltre Riki è insieme ad un'amica: Sumi Inaba e Lightining Rabbit. Ken è ancora turbato dalle battaglie, ma Kamon e Riki lo faranno tornare felice. Intanto, a Crest Land, arriva Basara, che trovando Misuru, che vuole difendere Kamon, lo sfida. Basara, però è molto più potente di Misuru e lui e Sting Drazeros, lo sconfiggono facilmente, arrivano anche Kamon e gli altri. |                                     |                   |
| 9  | Il terribile allenamento di Basara 「リベンジするぜィ！不知火ビャクガ！」 - Ribenji suru zei! Shiranuhi Byakuga!「熱くなるぜィ！メテオボンバー」 - Atsuku naru zei! Meteobonbā | 27 gennaio 2013 3 febbraio 2013     | 25 settembre 2014 |
| 9  | Basara dice a Kamon che lui possiede un'aura oscura. Misuru rivela a Kamon di essere l'uomo travestito che lo aiutava, e lui e Garuburn fanno finta di non averlo mai saputo. Basara propone a Kamon di essere allenato ma Aona, lo protegge e gli dice che durante la vacanza è tornato in sé. Comunque, Kamon decide di accettare l'allenamento, ma viene maltrattato e finisce con lo svenire. Ken e Misuru, se la prendono con Basara, dicendogli che loro aiutano sempre un amico e lo fanno fare andare via. Appena risvegliato, Kamon riceve la notifica: il Grande B-Master ha organizzato un torneo di Crossfire e in palio c'è un Break Bomber. Il torneo, è basato sul Break Ball e sia Samuru, Yuki e Basara partecipano, oltre a Kamon, Ken e Misuru. Misuru sconfigge Samuru, Ken perde contro Basara e Yuki viene sconfitto da Bakuga. Kamon arriva in semifinale e si deve scontrare con Bakuga. Misuru viene sconfitto facilmente da Basara. Durante lo scontro, viene di nuovo sopraffatto dalla malvagità, ma Ken e Misuru lo incitano e lui si libera da solo. Kamon, quindi sconfigge Bakuga. Intanto, Greg e Aona vanno da Basara e lo ringraziano per l'allenamento, infatti lui aveva fatto in modo che gli amici lo proteggessero, e che Kamon potesse contare su di loro, come avevano fatto Riki e i suoi amici per fargli depurare la malvagità. Quindi Basara e Kamon si devono scontrare nella finale. |                                     |                   |
| 10 | Un altro nuovo arrivo: Scorpio 「クシャッ! と来たぜィマッハ=サソード」 - Kusha! To kitazei Mahha = Sasōdo「開戦！Ｂマスターバトルだぜィ」 - Kaisen! Bmasutā batoru da zei | 10 febbraio 2013 17 febbraio 2013   | 26 settembre 2014 |
| 10 | Giunti alla finale Kamon e Basara devono scontrarsi. Lo scontro inizia e Basara sale in vantaggio, mentre Roma e l'agente Chaos osservano attraverso uno schermo l'evento. Kamon, grazie a un nuovo attacco potenziato del Fireblast Charge riesce a vincere e al ristorante di Aona si festeggia il nuovo campo, il Meteor Bomber, senza la presenza però di Yuki e Samuru. Mentre il gruppo di Misuru cerca i due assenti, la festa continua ma l'arrivo di un ragazzo che gioca al Meteor Bomber la interrompe. Il ragazzo è un giocatore del Crossfire della WBMA, Simon Sumiya. Simon apre immediatamente un battibecco continuo con Misuru e i due finiscono per scontrarsi. Simon, dopo aver sconfitto Misuru, si scontra con Kamon, che ha la meglio. Simon quindi decide di unirsi al gruppo e stare con i nuovi amici, dimostrando anche di avere paura di Aona. Intanto, Kamon incontra Basara e gli dice di unirsi a loro, ma Basara dopo aver sparato un colpo al cielo scompare. |                                     |                   |
| 11 | La battaglia B-Master! 「青い強敵！ＮＥＷドラシアンだぜィ」 - Aoi kyouteki! NEW dorashian da zei「青き対決だぜィ！ガルバーンＶＳドラシアン」 - Aoki taiketsuda zei! Garubān VS Dorashian | 24 febbraio 2013 3 marzo 2013       | 29 settembre 2014 |
| 11 | Roma decide di fare un torneo, dove chi vince diventa il nuovo B-Master al posto di Bakuga. Kamon, ne parla con Greg, che però tira fuori storie del passato e gli vieta di partecipare. Kamon comunque decide di ignorarlo e partecipa al torneo, che si svolge in un castello. Nel castello l'obbiettivo è quello di colpire gli avversari e fare più punti. Al torneo partecipa il gruppo di Kamon, che intanto vede Riki. Durante un confronto con Simon, viene confermata la sua presenza insieme a Sumi, con un nuovo potenziamento. Simon, Basara, Samuru, Riki e Kamon arrivano in semifinale e si devono sfidare in un Break Ball. All'inizio Simon e Samuru si alleano e rendono dura la partita a Kamon, che non riesce a colpire il bersaglio, Basara però calma la tempesta e Kamon riesce a vincere insieme a Riki. Riki e Kamon superano la prova e arrivano in finale, dove si devono scontrare. |                                     |                   |
| 12 | Scontro finale! 「君こそ東のＢマスターだ」 - Kimi koso azuma no B masutāda「強い味方だ! マグナムマーム!」 - Tsuyoi mikatada! Magunamumāmu! | 10 marzo 2013 17 marzo 2013         | 30 settembre 2014 |
| 12 | Kamon, continua a chiedersi il perché dello strano comportamento di Greg, che intanto incontra Aona e le racconta quello che successo. I due si dirigono allo stadio, dove sta per iniziare la finale fra Kamon, che riappacifica con Greg, e Riki. Iniziata la finale, i due si sorpassano a vicenda e mostrano le loro nuove abilità, come quella del doppio Fireblast Charge di Dracyan. Durante la sfida, però Kamon viene assorbito dalla malvagità e gli spunta il segno di uno scorpione sulla fronte. Il malvagio Kamon, quindi riesce a vincere, ma l'arrivo di Greg e Aona con un trasportatore per fuggire, che fa salire l'intero gruppo alleato, interrompe la tentazione di distruggere Riki. Kamon tenta di colpire il trasportatore, ma proprio Riki devierà la sua traiettoria per poi riunirsi al gruppo e tornare al negozio. Intanto, alla WBMA, a Rory Takakura viene assegnata per la consegna di un potenziamento per B-Daman. |                                     |                   |
| 13 | Garuburn contro Dracyan 「最終決戦! ガルバーンvsドラシアン」 - Saishū kessen! Garubān vs Dorashian「ミステリーだぜィ! クレストランドの伝説」 - Misuterī da zei! Kuresutorando no densetsu | 27 marzo 2013 31 marzo 2013         | 1º ottobre 2014   |
| 13 | Kamon è ormai al servizio di Roma e al B-Shop, tutti insieme cercano una strategia per farlo tornare in sé e scoprono la sua storia. Nel frattempo, giunge Rory Takakura con il potenziamento per Dracyan. Riki, lo prova sfidandosi con Simon e si accorge della forza del nuovo attacco. Quindi, all'oscuro degli altri, si mette alla ricerca di Kamon, tornando allo stadio della battaglia B-Master, dove lo incontra e i due si sfidano. Durante lo scontro, vengono evocate le bestie leggendari corrispondenti alle aree del luogo e di Garuburn, che torna in sé e Dracyan. Garuburn tenta di far tornare normale Kamon, che dopo aver lacrimato, torna alla normalità e finisce il duello con Riki e Dracyan, entusiasti dell'evento. Intanto, Greg arriva sul posto e viene riconosciuto da Kamon come suo padre. Infatti il ragazzo ha riacquisito la memoria e attraverso un video, comunica il ritiro da B-Master, il cui nuovo posto viene occupato da Riki. Roma, intanto continua a pensare di poter vincere. Intanto, Greg parla con il nonno di Rory, capo della WBMA, di dover risvegliare Phoenix. |                                     |                   |
| 14 | La leggenda di Fenice 「ビャクガと勝負！アサルト＝ドラグレン」 - Byakuga to shōbu! Asaruto = Doraguren「白虎の対決! 真っ赤で卑劣なワナだぜィ」 - Byakko no taiketsu! Makkade hiretsuna wana da zei | 7 aprile 2013 14 aprile 2013        | 2 ottobre 2014    |
| 14 | Novu Moru e il suo B-Daman Force Dragren si introducono nella base della WBMA e rubano un campo appena realizzato. Intanto, una donna in macchina osserva energeticamente degli scontri fra B-Shot. La donna è la madre di Kamon e Aona, che viene per salutare i figli, data la sua mancanza a causa del suo lavoro da archeologa. A cena, tutti fanno in modo di evitare di mangiare il cibo preparato dalla madre, che a detta è a dir poco rivoltante. Comunque, la madre parte. Il gruppo scopre l'esistenza di Phoenix, il re delle bestie leggendarie di Crest Land. Intanto, alla base di Roma, per dimostrare di essere all'altezza di lavorare per lui, Novu sfida Bakuga, che vince usando il Fireblast Charge. Dopo lo scontro Derek, il suo aiutante gli chiede come mai non abbia usato il Fireblast Charge anche lui. |                                     |                   |
| 15 | La scelta di Bakuga 「白虎のめざめ! タイガー覚醒だぜィ」 - Byakko no mezame! Taigā kakusei da zei「友情のモードチェンジだぜィ! アサルト=ドラグレン」 - Yūjō no mōdochenji da zei! Asaruto = Doraguren | 18 aprile 2013 21 aprile 2013       | 3 ottobre 2014    |
| 15 | Novu alla base studia un piano per sconfiggere Kamon e Riki, che mentre si riposano ricevono una chiamata da Sumi e la gang di Misuru. Novu si trova con loro e decide di esplorare una caverna con gli amici e Bakuga. Giunti davanti a un fiume arrivano Kamon e Riki, che immediatamente vengono colpiti da Bakuga, mentre Novu imprigiona Sumi e la gang di Misuru bloccandoli con delle pietre cadute dal soffitto. Novu sfida quindi Kamon e Riki, mentre i loro amici si trovano sempre di più in pericolo. Dopo lo scontro, Kamon e Bakuga si confrontano e durante la battaglia, dall'acqua dei Dragorobot che imprigionano tutti tranne Kamon e Bakuga. La caverna è il luogo dove si trova il reperto della bestia leggendaria di Bakuga, che decide di allearsi con Kamon. Egli infatti, colpisce lo stemma della bestia leggendaria e il colpo gli ritorna indietro facendogli capire la sua scelta e depurandolo. |                                     |                   |
| 16 | Cambio modalità! Dragren! 「さらば友よ！ガトリング＝デスシエル」 - Sarabatomoyo! Gatoringu = Desushieru「ガトリング＝デスシエル 全エリアを制圧せよ」 - Gatoringu = Desushieru zen eria o seiatsu seyo | 5 maggio 2013 12 maggio 2014        | 6 ottobre 2014    |
| 16 | Bakuga si ricorda del suo passato con il padre e dell'incontro con il grande B-Master. Quindi, decide definitivamente di combattere con Kamon, riconoscendo l'amicizia che lo circonda. Insieme al nuovo compagno, Kamon libera gli amici e insieme anche a Novu, che cambia la modalità del suo B-Daman, Dragren, sconfiggono i dragorobot. Anche Derek decide di seguire nonostante provi molta stima per il suo capo, Kamon. Intanto, un ragazzo si allena alla WBMA. Novu fa finta di essere un alleato di Kamon e della WBMA, che crede faccia finta di essere alleato di Roma. Quindi torna alla base e comunica i fatti accaduti a Roma, che gli presenta l'agente Dark, il padre del B-shot Jenta Kokuji, che nel mentre si allena in una palestra con il suo B-Daman Tankshell. Intanto, Kamon e Riki incontrano Hugo Raidoh, un membro della WBMA giunto a Crest Land come gli altri. Giunge anche Basara che si prepara a lottare contro Kamon e Hugo. Derek e Bakuga nel mentre, incontrano un vecchio amico di quest'ultimo, Jenta Kokuji che è ora al servizio di Roma. Jenta sfida Bakuga, che però ne esce sconfitto. Al contrario, Hugo vince contro Basara, e si unisce al gruppo. Bakuga rimane perplesso a causa del nuovo Jenta che lo ha sfidato e sconfitto. Intanto, Novu nota il fatto che da quando è apparso l'agente Dark l'agente Chaos non si fa più vedere.                                           |                                     |                   |
| 17 | Coraggio Tankshell 「守ってみせるぜィ! クロスファイト!」 - Mamotte miseru ze ~i! Kurosufaito!「野生のチャレンジ! レオージャVSデスシエル」 - Yasei no charenji! Reōja VS Desushieru | 19 maggio 2013 26 maggio 2013       | 7 ottobre 2014    |
| 17 | Durante un allenamento, Ken perde il controllo a causa del comportamento di Bakuga e se ne va. Bakuga, infatti non sta bene per Jenta, di cui si ricorda e spiega a Kamon. Intanto, Riki e Hugo si allenano e dopo aver fatto oltre cento battaglia, Riki stanco approfittando di una pausa per merenda di Hugo, si allontana di nascosto e si rilassa su una panchina, ma viene trovato da Jenta, che lo sfida. Dopo una lunga battaglia, Riki viene facilmente sconfitto da Jenta che si dilegua. Al B-Shop, Riki comunica la notizia a Kamon, che ne è entusiasta, mentre Hugo si allena con Bakuga. In seguito, al B-Shop giunge anche lo stesso Jenta, che si sfida con Kamon. Durante lo scontro, Jenta rivela di essersi alleato con Roma. I due B-Daman si coinvolgono in una tempesta causata dai Fireblast Charge e lo scontro finisce in parità a causa della distruzione del Meteor Bomber e i due si ripromettono di scontrarsi di nuovo. |                                     |                   |
| 18 | Resa dei conti con Tankshell! 「決戦だぜィ! ガルバーンVSデスシエル」 - Kessen da zei! Garubān VS desushieru「招かれざる客！ダイナ＝トリプレス」 - Manekarezaru Kyaku! Daina = Toripuresu | 2 giugno 2013 9 giugno 2013         | 8 ottobre 2014    |
| 18 | Tutti continuano ad allenarsi, mentre Greg e Hugo fanno una ricerca su Jenta, e il ragazzo decide di sfidarlo e sconfiggerlo prima che lo possano fare Kamon e Riki. Roma incarica Jenta di sconfiggere Hugo e Jet Leo. Hugo, alla ricerca, va al luogo della battaglia B-Master, dove viene sfidato da Jenta. Intanto, Samuru incontra Novu, e dimostra di aver capito che lavora per Roma. Appena sale in vantaggio, Hugo viene però disfatto dalla forza di Tankshell, ma sul luogo giungono per fortuna anche Kamon, Riki e Bakuga, che tenta di far cambiare idea a Jenta, che intanto si prepara ad affrontare Kamon. Novu fa spegnere gli schermi e decide di fingere di lavorare per Roma, che ha ingaggiato il fratello di Jenta come Agente Dark. Intanto, lo scontro fra Kamon e Jenta, viene interrotto dai dragorobot e grazie ai ricordi e all'amicizia Bakuga convince Jenta ad allearsi con loro. Sul luogo giungono anche Simon e Derek e il gruppo riesce ancora una volta a mettersi in salvo. Quindi, i quattro B-Master si stringono la mano decisi fermamente a stare insieme. |                                     |                   |
| 19 | Un ospite inatteso: Tripress! 「究極の敵! トリプル＝ギルシオン」 - Kyūkyoku no teki! Toripuru = Girushion「助けだすぜィ! スパイク=フェニックス」 - Tasuke dasu zei! Supaiku = Fenikkusu | 16 giugno 2013 23 giugno 2013       | 9 ottobre 2014    |
| 20 | Missione: Salvare Phoenix! 「究極だぜィ! アルティメットドライブ=ガルバーン!」 - Kyūkyoku da zei! Arutimettodoraibu = Garubān!「兄弟対決！ガルバーンｖｓギルシオン！」 - Kyōdai taiketsu! Garubān vs Girushion | 30 giugno 2013 7 luglio 2013        | 10 ottobre 2014   |
| 21 | Sfida tra fratelli! 「打ち砕くぜィ！ダークの野望！」 - Uchikudaku zei! Dāku no yabō「開幕だぜィ！不死鳥グランプリ」 - Kaimakuda zei! Fushichō guranpuri | 14 luglio 2013 21 luglio 2013       | 13 ottobre 2014   |
| 22 | Il Gran Premio Phoenix! 「究極対決！究極ライジング＝ドラシアン」 - Kyūkyoku taiketsu! Kyūkyoku Raijingu = Dorashian「逃げはしないぜィ！ゲンタＶＳリョーマ」 - Nige wa shinai ze ~i! Genta VS Ryōma | 28 luglio 2013 4 agosto 2013        | 14 ottobre 2014   |
| 23 | Antiche rivalità: Jenta Vs Roma 「頼らぬ勝負 ナオヤＶＳビャクガ」 - Tayoranu shōbu Naoya VS byakuga「予期せぬ復活！？スパイク＝フェニックス！」 - Yoki senu fukkatsu!? Supaiku = Fenikkusu! | 11 agosto 2013 18 agosto 2013       | 15 ottobre 2014   |
| 24 | Una scoperta inattesa: Riki! 「たちはだかる壁！スバル＆ドラヴァイス！」 - Tachihadakaru kabe! Subaru & Doravaisu!「新たなステージ！準決勝開幕だぜィ」 - Aratana sutēji! Junkesshō kaimakuda zei | 25 agosto 2013 1º settembre 2013    | 16 ottobre 2014   |
| 25 | Iniziano le semifinali: Kamon Vs Roma! 「ついに来たぜィ！炎の兄弟決戦」 - Tsuini kita zei! Honō no kyōdai kessen「決勝戦だぜィ！不死鳥グランプリ」 - Kesshōsen da zei! Fenikkusu guran puri | 8 settembre 2013 15 settembre 2013  | 17 ottobre 2014   |
| 26 | Lo scontro finale! 「頂上決戦だぜィ！カモンvsカケル!!」 - Chōjō kessenda ze ~i! Kamon vs Kakeru!! | 22 settembre 2013 29 settembre 2013 | 20 ottobre 2014   |